# Nildéia Andrade
Nildéia Souza Andrade (Lençóis, 19 de janeiro de 1932) e uma poetisa, artista plástica, pintora e educadora brasileira.

## Biografia

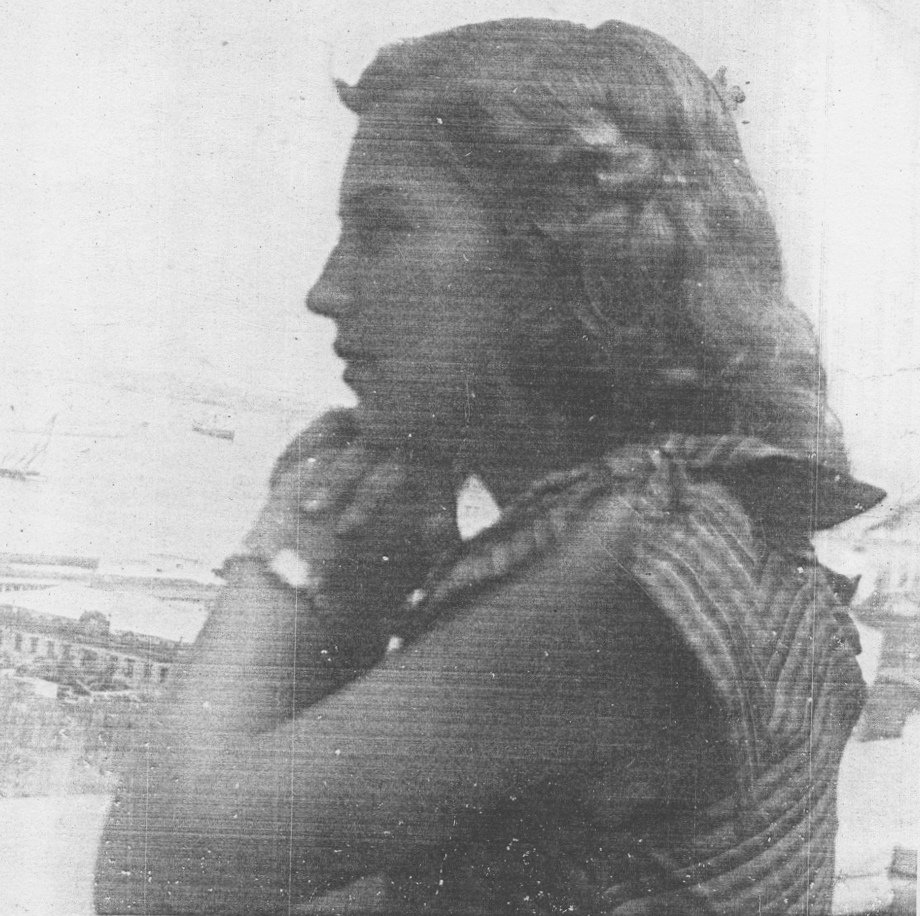
Nildéia Andrade

Nascida a 19 de janeiro de 1932, em Afrânio Peixoto, distrito do município de Lençóis região privilegiada pela beleza de sua geografia e pela força da sua tradição histórica e cultural, tais raízes teriam que influir, certamente, nos destinos de Nildéia e a sua inclinação pela arte e educação cedo se faz notar.
Formada na escola Normal do Instituto Ponte Nova, em Ponte Nova (hoje, Wagner), Bahia, no ano de 1951, logo iniciou a carreira docente, ensinando em escolas primárias, de 1952 a 1965. Entretanto, não parou por aí; sua vida profissional apenas começava e, nos cursos paralelos que fez nesse período, já se percebe a sua inclinação.
Assim, estudou didática (1956), fundamentos e técnicas de recreação (1956) e literatura infantil (1957).
Resolveu então fazer Licenciatura em Desenho e Plástica na Escola de Belas Artes da Universidade Federal da Bahia concluída em 1969. Mantendo-se na mesma linha de procurar, em cursos paralelos, complementar e aprofundar a sua formação em arte e educação (aspecto da vida, para Nildéia, inseparáveis), realizou estudos de integração artística, de história da arte, de composição, de desenho, de teatro, de litografia, de literatura infantil, de métodos e técnicas de ensino, de teoria de currículo, de programação de curso, de tecnologia instrucional e de coordenação de ensino.
Como docente deixou a escola, então, primária para ensinar Desenho e Plástica no Colégio Estadual Severino Vieira, a partir do ano de 1965.
Nesse Colégio foi responsável pelo projeto das Olimpíadas no período de 1968 a 1972 e pelo projeto de fundação do Centro Artístico (1975).
Na Universidade Federal da Bahia, ingressou em 1973 como Professor Auxiliar de Ensino e hoje é Professora Assistente do Departamento de Educação II, onde ensina Metodologia e Prática de ensino de Desenho e Plástica.
A inquietação de Nildéia na busca de aperfeiçoamento, o amor com que se entrega a tudo que faz o profundo compromisso com sua profissão, impele-a uma atividade profícua e incessante.
Assim, ela já fez pesquisa, coordenou cursos, participou de concursos, escreveu artigos, fez crítica de arte, escreveu poesias, participou de forma ativa de congressos, seminários e encontros; é membro ativo de inúmeras associações culturais, entre as quais destacamos: União Brasileira de Trovadores, Associação Baiana de Escultores Bahia-Brasil, História, Tradição e Arte (HISTRAT), Movimento Poético Nacional e muitas outras em Salvador, Rio Grande do Sul e São Paulo.
A sua expressão como educadora se manifesta em todas essas atividades e, principalmente, em suas publicações quer individuais, quer coletivas. Dessas últimas, destacamos sua participação em REVOADA (Trovas) — antologia da UBT, 1971, Salvador-Bahia; EXALTAÇÃO (Trovas) — antologia da UBT, 1972, Salvador-Bahia; POETAS DO BRASIL — Anuário de Amido Fernandes — 1976, 1978, 1979, 1980; COLETÂNEA DE TROVAS BRASILEIRAS — Anuário de Fernandes Viana - 1978, 1979, 1981, 1982; PRIMAVERA EM TROVAS — Coletânea de Arthur Baptista, 1980; CORUMBA — Episódios Comentários de Renato Braz, 1979; TROVAS SOBRE A ROSA Coletânea de Arthur Baptista, 1980; EM BUSCA DO POEMA PÉROLA (Trovas) de Fernandes Viana e amigos, 1982; A POESIA ESTÁ FLORINDO (Poesias) UBT, 1972, Salvador-Bahia; POESIAS PARA CRIANÇAS com Osvaldo José Leal, 1983.
Como publicações individuais, Nildéia produziu LAVRAMOR em 1982, A BÍBLIA EM TROVAS em 1984, PROVÉRBIOS. em 2007 e Tempo de Acácia em 2012.

## Obra literária

### Publicações coletivas
- Sobre o amor - Salvador, BA: Edição CEPA, (1987)
- Revoada - (trovas) - Antologia da UBT, Salvador, BA: (1972)
- Exaltação - (trovas) Antologia da UBT Salvador, BA: (1972)
- Poesias para crianças - com Osvaldo José Leal Salvador, BA: (1981)
- A poesia está florindo - (poesias) Salvador, BA: UBT, (1982)
- Guirlanda de poesias - Antologia da UBT, (1983), Salvador, BA
- Vibrando em versos - Salvador, BA: Edição CEPA, (1987)
- Reflexo - Salvador, BA: Coletânea (poesias) UBT, (1987)
- Poetas do Brasil - Anuário de Aparício Fernandes Rio de Janeiro-RJ: Folha Carioca Editora Limitada, (1976), (1978), (1979), (1980)
- Corumbá - Episódios Comentários de Renato Báez - (soneto e trovas), (1979)
- Coletâneas de trovas brasileiras - Anuário de Fernandes Viana - Recife-PE, (1978), (1979), (1981) e (1982)
- Trovas sobre rosa - Coletânea de Arthur F. Batista - Ed. Plaquettè, (1980)
- Primavera em trovas - Coletânea de Arthur Fernandes Batista - Edições Plaquette, (1981)
- Saudade em trovas - Coletânea de Arthur Fernandes Batista - Rio de Janeiro, RJ: Edições Plaquette, (1983)
- Trovas sobre mar - Coletânea 4e Arthur F. Batista - Ed. Plaquette, (1986)
- 6 Faces - Contos - Salvador,Bahia: Coletânea do Criarte Produções

### Publicações Individuais
- Lavramor - livro de poesias - Salvador, BA: Edição Contemp, (1982). 2' edição
- A Bíblia em trovas - (Eclesiástico) Salvador, BA: Edição Contemp., (1984)
- Provérbios: a Bíblia em Trovas - Seabra, Bahia: Atual Gráfica, (2007)
- Tempo de Acácia - Salvador, BA: Editora Bureau, (2012)